# Telmatobius hintoni
Telmatobius hintoni es una especie de anfibio anuro de la familia Telmatobiidae.

## Distribución geográfica
Esta especie es endémica de Bolivia. Se encuentra entre los 2700 y 4400 m sobre el nivel del mar en los valles altos del departamento de Cochabamba y en el norte del departamento de Potosí.

## Etimología
Esta especie lleva el nombre en honor a Howard Everest Hinton.

## Publicación original
- Parker, 1940: The Percy Sladen Trust Expedition to Lake Titicaca in 1937. XII. Amphibia. Transactions of the Linnean Society of London, sér. 3, vol. 1, p. 203–216.[4]